# Contrato de edición
Un contrato de edición es el acuerdo de voluntades entre el autor de una obra intelectual o artística y el editor, por medio del cual el primero, o su causahabiente, se obliga a entregar una obra al editor, quien se obliga por su propia cuenta y a sus expensas a reproducirla, distribuirla y venderla, así como a pagar al primero una contraprestación denominada regalía.
Este contrato recién se incorporó a la ciencia jurídica como figura autónoma en el siglo XVII.[cita requerida] Hasta entonces las palabras "dar a editar" y "editar" no generaban obligación alguna entre las partes, porque estas palabras no contenían una determinación de la prestación y la indeterminabilidad de esta impedía que naciese una relación jurídica obligatoria.

## Elementos personales
Los elementos personales de un contrato de edición son dos:
1. El autor: titular de un derecho de autor sobre la obra intelectual.
2. El editor: reproduce la obra por medio de imprenta o mensaje de datos para explotarla utilizando el derecho de autor.

## Contrato de edición por país

### México
En México, el contrato de edición tiene características mercantiles, puesto que en el Código de Comercio (México) Art. 75 Frac. IX, califica de mercantiles los actos de las librerías, empresas editoriales y tipográficas. De igual forma el Art. 30 de la Ley Federal de Derechos de Autor (México) rige los beneficios de la explotación de una obra para el autor.

### Ecuador
En Ecuador, el contrato de edición está regulado en el artículo 173 del Código Orgánico para la Economía Social de los Conocimientos, Creatividad e Innovación donde establece las características y condiciones de este contrato.